# ラゴ・ジュニオール
ラゴ・ジュニオール・ワカリブレ（Lago Junior Wakalible、1990年12月31日 - ）は、コートジボワール・アビジャン出身のプロサッカー選手。ポジションはMF。ラシン・サンタンデール所属。

## 来歴
2007年にイシア・ワジFCでプロデビューし、2009年1月31日にCDヌマンシアと5年契約を締結。加入した2008-09シーズン、ヌマンシアはプリメーラ・ディビシオンで戦っていたものの19位に終わり、1年でセグンダ・ディビシオンに降格。ラゴ自身も5試合の出場で終了。以降は下部リーグでのプレーが続き、2010-11シーズンはSDエイバルでローン移籍でプレー。2013年以降もジムナスティック・タラゴナやCDミランデスなどの下部リーグでのプレーが続いた。
2016年1月、RCDマヨルカに移籍。加入4年目となった2018-19シーズンは40試合11得点を記録。チームは5位に入り、昇格プレーオフに進出。プレーオフではヌマンシアとデポルティーボ・ラ・コルーニャを下し、2012-13シーズン以来のリーガ復帰に貢献した。
2019年10月19日のレアル・マドリード戦では、前半7分に先制ゴールを決め、そのまま1-0で勝利。2005-06シーズン以来の本拠地エスタディ・デ・ソン・モイシュでのレアル・マドリード戦勝利に導いた。
2021-22シーズンは、久保建英や李康仁の加入で出場機会が激減し、2021年12月29日に出場機会を求めてSDウエスカへ期限付き移籍することが発表された。
2023年1月11日、7年間在籍したマジョルカを退団し、マラガCFへ加入することが決定した。
2023年6月15日、ラシン・サンタンデールに2年契約で移籍した。

## 代表歴
2020年10月にコートジボワール代表に初招集。13日の日本戦で代表戦初出場を果たした。